# Steven Defour
Steven Defour (* 15. April 1988 in Mechelen) ist ein belgischer Fußballtrainer und früherer -spieler. Zuletzt stand er beim KV Mechelen unter Vertrag. Er war Rechtsfuß und im Mittelfeld universell einsetzbar.

## Spielerkarriere

### Verein
Defour war als Nachwuchsspieler bei Hombeek und beim KV Mechelen. Im Jahr 2002 wechselte er in die Nachwuchsabteilung des KRC Genk. 2004 folgte als damals sechzehnjähriger dann der erste Einsatz im Profibereich. Zur Folgesaison sollte Defour der Durchbruch gelingen. Nach einem dritten und einem vierten Platz mit Genk entschied sich der Mittelfeldspieler zu einem Wechsel. Zuvor gab es jedoch Problem mit seinem aktuellen Arbeitgeber, der Defour nicht ziehen lassen wollte. Mit Hilfe eines Gesetzes von 1978 konnte der Allrounder seinen Vertrag mit Genk lösen. Im Sommer 2006 unterschrieb er bei Ligakonkurrent Standard Lüttich einen Fünfjahresvertrag und wurde für die Saison 2007/08, im Alter von 19, zum Captain bestimmt. Damit löste er Sérgio Conceição ab. Nach guten Leistungen während dieser Spielzeit wurde Defour am Ende der Saison der Goldene Schuh verliehen und löste damit Mbark Boussoufa ab. Zudem führte er sein Team zum ersten Titelgewinn seit 1983. Im Folgejahr konnte man diesen Erfolg verteidigen. Ende des Jahres 2009 brach sich der Mittelfeldallrounder den rechten Fuß und fiel auf unbestimmte Zeit aus. Manchester-United-Trainer Alex Ferguson ließ ihm daraufhin ein Genesungsschreibung zukommen. Zum neuen Jahr meldete er sich wieder gesund. Kurz darauf, im März, verlängerte Defour seinen Vertrag um zwei Jahre bis 2015.
Im August 2011 wechselte er zum portugiesischen Erstligisten FC Porto. Nach drei Jahren wechselt er von dort zurück nach Belgien zum RSC Anderlecht für eine Ablöse von 6 Millionen Euro.
Damit war er über den Umweg über Porto aus Sicht der Ultra-Fans von Standard Lüttich zum Rivalen Anderlecht gewechselt. Als Folge zeigten sie beim nächsten Heimspiel gegen den RSC Anderlecht ein eingeschmuggeltes Banner, das einen enthaupteten Defour zeigte. Wegen dieses Vorfalls verhängte der belgische Fußballverband gegen Standard nur eine Strafandrohung eines Spieles unter Ausschluss der Öffentlichkeit und 5.000 Euro Geldstrafe, falls es innerhalb eines Jahres zu einem neuen Vorfall käme.
Nach zwei Jahren beim RSC Anderlecht wechselte Defour für eine Ablöse von 8,6 Millionen Euro zum FC Burnley, der in der Premier League, der höchsten englischen Liga, spielt.
Infolge Verletzung fiel er dort von Januar bis September 2018 aus. Anschließend stand er bei sechs Spielen wieder auf dem Platz, zuletzt am 1. Dezember 2018. Seitdem spielte er noch in zwei Spielen des FA Cups und gehörte bei zwei Ligaspielen zum Kader, ohne eingesetzt zu sein. Ende August 2019 bat Defour den Verein um Auflösung des Vertrages aus persönlichen Gründen.
Defour kehrte dann nach Belgien zurück und unterschrieb einen Einjahresvertrag beim Erstdivisionär Royal Antwerpen. Er kam dort bis zum Abbruch der Saison infolge der COVID-19-Pandemie auf 11 von 29 möglichen Ligaspielen sowie einen Einsatz im Pokal. Nachdem zum Saisonende sein Vertrag abgelaufen war und es zu keiner Einigung über eine Vertragsverlängerung gekommen war, war Defour zunächst ohne Verein. Am 15. Oktober 2020 unterschrieb er dann beim Ligakonkurrenten KV Mechelen einen Vertrag bis zum Ende der Saison, nachdem er vorher schon mit der Mannschaft mittrainieren durfte.
Anfang April 2021 gab Defor bekannt, dass er aufgrund mangelnder Belastbarkeit und Schmerzen nach mehreren Verletzungen seine Karriere zum Saisonende abschließt. Er befindet sich bereits in der Ausbildung zum Trainer. Aufgrund einer neuen Verletzung war sein letztes Pflichtspiel am 2. Mai 2021 gegen den KAA Gent in den Play-offs um einen Conference-League-Platz. Für den Rest der Saison 2021/22 fiel er verletzt aus. Defort bestritt für Mechelen in der Saison 2020/21 16 von 32 möglichen Ligaspielen sowie drei Pokalspiele.

### Nationalmannschaft
Im Mai 2006 gab Defour im Alter von achtzehn Jahren sein Nationalmannschaftsdebüt. Im Freundschaftsspiel am 11. Mai 2006 gegen Saudi-Arabien wurde er von Trainer René Vandereycken in der Startaufstellung aufgeboten und erst in der 89. Minute für Nicolas Lombaerts ausgewechselt. Die Partie wurde mit 2:1 gewonnen. Fortan wurde er regelmäßig in den Kader der Roten Teufel berufen.
Am 3. September 2010, im EM Qualifikationsspiel gegen Deutschland, wurde er mit zwei verschiedenen Nummern auf seinem Trikot eingewechselt. Auf der Brust war die (richtige) 15 zu sehen, auf dem Rücken aber die 14.
Bei der Weltmeisterschaft 2014 stand er im 3. Gruppenspiel gegen Südkorea erstmals auf dem Platz und erhielt dort in der 45. Minute die rote Karte. Für das Achtelfinale war deshalb gesperrt. Im Viertelfinale gegen Argentinien, in dem die belgische Nationalmannschaft ausschied, wurde er nicht berücksichtigt.
Infolge einer Verletzung gehörte er bei der Europameisterschaft 2016 nicht zum Kader. Sein letztes Länderspiel war ein Sechsminuteneinsatz am 14. November 2017 im Freundschaftsspiel gegen Japan.

### Erfolge

#### Verein
- 2 × Belgischer Meister mit Standard Lüttich: 2008, 2009
- 1 × belgischer Pokalsieger mit Standard Lüttich: 2011
- 2 × Gewinner belgischer Supercup mit Standard Lüttich: 2009, 2010
- 2 × Portugiesische Meisterschaft mit dem FC Porto: 2011/12, 2012/13
- 1 × Portugiesischer Fußball-Supercup mit dem FC Porto: 2012, 2013

#### Individuell
- Belgischer Goldener Schuh: 2007
- 3. Platz Belgischer Goldener Schuh: 2008

## Trainerkarriere
Nach Ende seiner aktiven Karriere war er beim KV Mechelen als Co-Trainer unter Wouter Vrancken und Danny Buijs geblieben. Nachdem Buijs Mitte Oktober 2022 als Trainer entlassen wurde, da der Verein nach dem 12. Spieltag auf Platz 14 von 18 stand mit nur einem Punkt Vorsprung vor den Abstiegsplätzen, wurde Defour zum Haupttrainer befördert. Der Verein beendete die Saison schließlich auf Platz 12 mit 13 Punkten Vorsprung vor einem Abstiegsplatz.
In der Saison 2023/24 stand der Verein nach zwölf von 30 Spieltagen auf Platz 14, was zum Saisonschluss die Teilnahme an den Play-down bedeuten würde. Zudem schied Mechelen im Sechzehntelfinale des Pokals gegen den FC Knokke, einem Verein aus der 1. Division Amateure im Elfmeterschießen aus. Darauf trennen sich Verein und Defour im gegenseitigen Einvernehmen.